# هيروفومي كويكي
هيروفومي كويكي (باليابانية: 小池弘文) هو عداء سريع ياباني، ولد في 1 أكتوبر 1962.

## وصلات خارجية
- هيروفومي كويكي على موقع الاتحاد الدولي لألعاب القوى (الإنجليزية)
- هيروفومي كويكي على موقع أوليمبيديا (الإنجليزية)